# Olivaichthys
Olivaichthys is een geslacht van straalvinnige vissen uit de familie van de oermeervallen (Diplomystidae).

## Soorten
- Olivaichthys cuyanus (Ringuelet, 1965)
- Olivaichthys mesembrinus (Ringuelet, 1982)
- Olivaichthys viedmensis (MacDonagh, 1931)